# Phare d'Anhatomirim
Le phare d'Anhatomirim est un phare situé dans la forteresse de Santa Cruz de Anhatomirim sur l'île d'Anhatomirim, dans l'État de Santa Catarina - (Brésil). 
Ce phare est la propriété de la Marine brésilienne  et il est géré par le Centro de Sinalização Náutica e Reparos Almirante Moraes Rego (CAMR) au sein de la Direction de l'hydrographie et de la navigation (DHN).

## Histoire
L'île d'Anhatomirim se trouve à l'entrée de la baie Nord de Florianópolis.
Une première station de signalisation avait été mis en service en 1873. Le phare actuel se compose d'un mât sur une petite plateforme de 8 m de hauteur. Il est peint en blanc  et érigé sur le point le plus haut de l'île. 
Il émet, à 39 m de hauteur focale, un éclat rouge toutes les 6 secondes. 
Identifiant : ARLHS : BRA209 ; BR3884 - Amirauté : G0566 - NGA :18860 .

### Lien connexe
- Liste des phares du Brésil